# Ягуарунди
Ягуарунди (Puma yagouaroundi), отделян в самостоятелен род Herpailurus, е хищник от семейство Коткови. Скорошни генетични изследвания доказват близкото му родство с пумата.

## Етимология
Името „ягуарунди“ произхожда от гуаранската дума yaguarundi.

## Таксономия
През 1803 г. Етиен Жофроа Сент-Илер описва кожите и черепите на два екземпляра ягуарунди, открити на различни места в Централна Америка, и предлага научното име Felis yagouarundi.
През 1858 г. Николай Северцов предлага родовото име Herpailurus. По-късни автори класифицират ягуарунди в род Пуми заедно с пумата (P. concolor).

## Физическа характеристика
Ягуарунди е котка със средни размери, малка глава и малки закръглени уши, къси крака и сравнително дълга опашка. Тези характеристики са типични за представителите на семейство Порови и в този смисъл немското му наименование Wieselkatze (невестулкова котка) доста му подхожда. На дължина достига средно 65 cm без опашката (45 cm) и тежи около 6 кг, като мъжките са малко по-едри от женските. Козината му е къса и гъста. Окраската варира при различните подвидове – от преобладаващо сиво до кафяво или червеникаво, като се наблюдава и меланизъм (има чисто черни екземпляри).

## Разпространение и местообитание
Разпространен е в Южна Америка на изток от Андите (с изключение на Северна Колумбия където се среща и на запад), на юг до Северна Аржентина и Уругвай, а на север из Централна Америка до Източно и Североизточно Мексико и южен Тексас. Обитава дъждовни гори, тревисти равнини, крайречни храсталаци и тресавища, среща се дори в полупустини (Мексико). На места живее до 3000 м надм. вис.

## Начин на живот и хранене
Ягуарунди води предимно наземен начин на живот, но се катери по дърветата и плува много добре. Активен е предимно през деня. Храни се основно с дребни бозайници, птици, риба, влечуги и жаби, като приема и храна с растителен произход. Когато живее в близост до човека напада и малки домашни животни.

## Размножаване
След 60-70 дневна бременност женската ражда 2-6 малки. Те се раждат с ярко изразени петна, които по-късно изчезват.

## Допълнителни сведения
В някои села в Бразилия, Венецуела и Колумбия отглеждат ягуарунди като домашно животно, за да лови гризачи и други вредители.
Видът е широко разпространен в Южна Америка, но в Тексас и Централна Америка (без Коста Рика) е рядък.